# Petre Tomescu
Petre Tomescu (n. 4 noiembrie 1890, Vălenii de Munte, România – d. 1977) a fost un om politic român, care a îndeplinit funcția de ministru al muncii, sănătății și ocrotirilor sociale (27 ianuarie 1941 - 23 august 1944) în guvernul Ion Antonescu (3). A fost profesor universitar doctor la Facultatea de medicină umană a Universității din București.
Este considerat a fi ,de asemenea, și moștenitorul cultural al lui Alexandru Obregia.

## Decorații
- Semnul Onorific „Răsplata Muncii pentru 25 ani în Serviciul Statului” (13 octombrie 1941)[3]
- Ordinul „Coroana României” în gradul de Mare Cruce (7 noiembrie 1941)[4]
- Ordinul Meritul Cultural, în gradul de Cavaler clasa I, pentru opere sociale (1 februarie 1943)[5]